# Romano Guardini
Romano Guardini (Verona, 17. veljače 1885. – München, 1. listopada 1968.) bio je katolički svećenik, akademik, teolog, filozof religije, pisac i liturgičar.

## Životopis
Romano Guardini rođen je u talijanskoj plemićkoj obitelji u Veroni 1885. godine. Obitelj Guardini pripadala je talijanskoj diplomaciji te se selila, tako je 1886. preselila se u Mainz. Svoj studij započeo je u Tubingenu gdje je studirao kemiju, u Münchenu i Berlinu studirao je ekonomiju kada osjeća svećenički poziv te započinje teološki studij u Freiburgu i Tubingenu. Svečenički red primio je u Mainzu 1910. Poslije ređenja vrača se u Freiburg gdje postiže 1915. doktorat iz teologije. Svoju habitulaciju je završio u Bonnu 1922. Svoju disertaciju iz dogmatske teologije temeljio je teologiji sv. Bonaventure. Prelazi u Berlin gdje preuzima katedru filozofije religije dok nije prisilno umirovljen od nacista 1939. Padom nacističkog režima ponovno preuzima katedru filozofije religije sada u Tubingenu a 1948. prelazi u München gdje je predavao do 1962. godine. Posječenost njegovih predavanja bila je takva da je za pradavanja trebala aula maxima münchenskog sveučilišta dok je za njegova nasljednika Karla Rahnera korištena aula magna. Radi zdravstvenih razloga nije mogao sudjelovati na Drugom vatikanskom saboru, ali je svojim prijašnjim djelima snažno utjecao na koncilske oce, napose na Josepha Ratzingera. Papa Pavao VI. izrazio je želju da ga imenuje kardinalom 1965. godine ali je se Guardini zahvalio na iskazanoj časti. Preminuo je u Münchenu 1. listopada 1968. godine. Svoju imovinu ostavio je Bavarskoj katoličkoj akademiji kojoj je bio suosnivač. Njegovi posmrtni ostaci preneseni su 1997. godine u sveučilišnu crkvu sv. Ludwiga, gdje je često propovijedao.

## Guardini kao pisac
Guardini je bio plodonosan pisac i autor mnogih djela koja su prevedena na brojne jezike. Imao je poseban stil pisanja u kojem je objedinio germansku preciznost u kojoj je odrastao i romansku jasnoću i estetiku iz koje je poticao. Objavio je brojna predavanja i eseje iz filozofije, teologije, antropologije, liturgije, kršćanske pobožnosti, povijesti i umjetnosti. Donio je veliki doprinos na polju liturgije, te se smatra jednim od otaca liturgijskog pokreta, za to je najzaslužnije njegovo djelo „O duh liturgije“ (Vom Geist der Liturgie) iz 1918. godine. Naime, tijekom djelovanja u Mainzu sprijateljio se s Ildefonsom Herwegenom, opatom benediktinskog samostana Maria Laach. Kada mu je pokazao svoja predavanja opat mu je predložio da ih objavi. Knjiga je uskoro postal best-seller. Tom tematikom bavit će se i djelo Sveti znakovi, 1923.  Razmatranja o Svetoj misi, 1939., Uvod u molitvu, 1943. Guardini je uvidio da upravo u liturgiji Crkve pronalazi način približavanja ljudi k Bogu. U svojim djelima ističe da liturgija nije povijesna i estetska baština Crkve, nego je ona bitni element iz koje katolici žive. Govori da nije liturgija samo praksa koja je se obavlja nego ona mora odgajati vjernike u istinskoj pobožnosti. Zato se mora temeljiti na biblijskim čitanjima i teološkim mislima. Guardini je objavio preko 60 knjiga i stotinu znanstvenih članaka.

## Vanjske poveznice
- Romano Guardini  Arhivirana inačica izvorne stranice od 19. listopada 2007. (Wayback Machine) (National Institute for the Renewal of the Priesthood)